# Santo Tirso, Couto (Santa Cristina e São Miguel) e Burgães
Santo Tirso, Couto (Santa Cristina e São Miguel) e Burgães(oficialmente: União das Freguesias de Santo Tirso, Couto (Santa Cristina e São Miguel) e Burgães) é uma freguesia portuguesa do município de Santo Tirso com 23.25 km² de área e 20 590 habitantes (censo de 2021). A sua densidade populacional é 885,6 hab./km².
A atual freguesia inclui parte da cidade de Santo Tirso, juntamente com a União das Freguesias de Areias, Sequeiró, Lama e Palmeira.

## História
Foi constituída em 2013, no âmbito de uma reforma administrativa nacional, pela agregação das antigas freguesias de Santo Tirso,Santa Cristina do Couto,São Miguel do Couto e Burgães. A sede da nova freguesia situa-se em Santo Tirso.

## Demografia
A população registada nos censos foi:
| Distribuição da População por Grupos Etários | Distribuição da População por Grupos Etários | Distribuição da População por Grupos Etários | Distribuição da População por Grupos Etários | Distribuição da População por Grupos Etários | Distribuição da População por Grupos Etários |
| -------------------------------------------- | -------------------------------------------- | -------------------------------------------- | -------------------------------------------- | -------------------------------------------- | -------------------------------------------- |
| Antes da agregação                           |                                              |                                              |                                              |                                              |                                              |
| Ano                                          | 0-14 anos                                    | 15-24 anos                                   | 25-64 anos                                   | >= 65 anos                                   | Total                                        |
| 2001                                         | 3326                                         | 3184                                         | 11861                                        | 3049                                         | 21420                                        |
| 2011                                         | 2832                                         | 2317                                         | 12381                                        | 3960                                         | 21490                                        |
| Após a agregação                             |                                              |                                              |                                              |                                              |                                              |
| Ano                                          | 0-14 anos                                    | 15-24 anos                                   | 25-64 anos                                   | >= 65 anos                                   | Total                                        |
| 2021                                         | 2238                                         | 1972                                         | 11110                                        | 5270                                         | 20590                                        |